# Plaça de la Bastilla

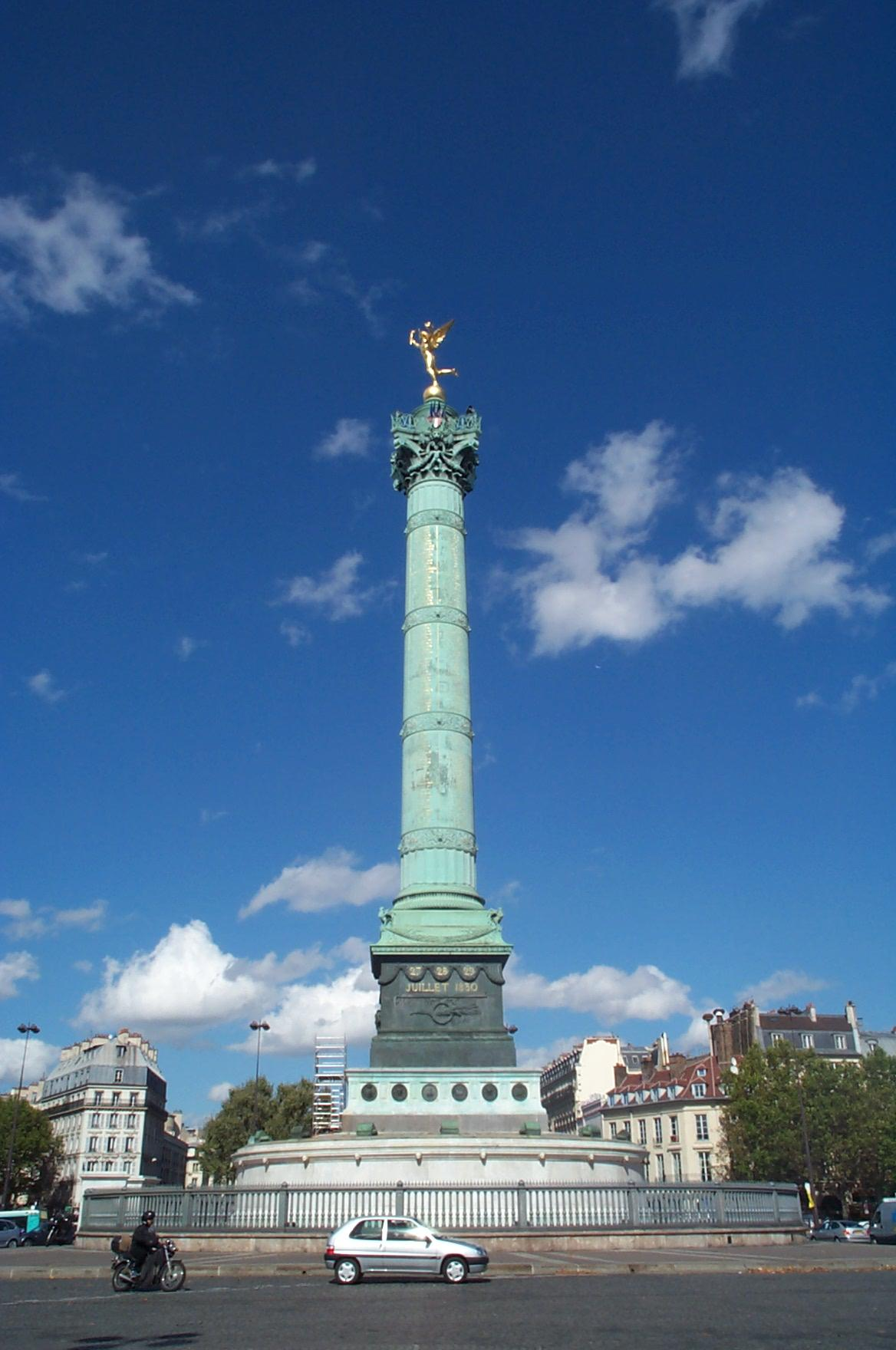
La plaça de la Bastille amb la columna de Juliol.

La Plaça de la Bastilla (place de la Bastille en francès) és una plaça de París, que fou l'origen de la Revolució Francesa, on l'antiga fortalesa de la Bastilla va ser destruïda, entre el 14 de juliol de 1789 i el 14 de juliol de 1790.

## Història de la plaça

### La Bastilla
- Vegeu articles ampliats sobre: La Bastilla i la Presa de la Bastilla.

La bastille (fortalesa, en català), era una fortificació col·locada sobre les muralles de París, construïda de 1370 a 1383 sota el regnat de Carles V de França. Transformada en presó per Richelieu, la Bastilla és presa per assalt el 14 de juliol de 1789 pel poble, el que és considerat habitualment com el primer acte de la Revolució Francesa.
D'aquest episodi de la història de França data el caràcter simbòlic d'aquesta plaça, lloc de nombroses manifestacions, sovint amb connotacions polítiques d'esquerra.

### Lloc de ball
El 14 de juliol de 1790, una tenda de campanya és plantada enmig de les ruïnes amb l'escrit: «aquí es balla», es tracta del primer ball del 14 de juliol que continuarà sent una tradició fins als nostres dies. Aquesta tenda de campanya és representada a una pintura al guaix sobre cartró, peça del museu Carnavalet, d'Henri-Joseph Van Blarenberghe, antic pintor militar, que ha pintat també imatges de la presa de la Bastilla.
D'ençà el 16 de juny de 1792, està decidit que l'emplaçament de la Bastilla formaria una plaça anomenada de la Llibertat i que una columna hi seria elevada. Palloy hi posa la primera pedra, però la construcció s'atura allà. S'hi instal·la una font el 1793.

### Instal·lació de la guillotina a la plaça de la Bastilla
Del 9 de juny de 1794 al 14 de juny de 1794, la guillotina va ser instal·lada a la plaça aclarida de les restes de la fortalesa de la Bastilla, anomenada d'ara endavant plaça Antoine. Els ciutadans van reclamar el seu desplaçament a la plaça del Trône-Renversé (actual place de la Nation).
El nombre de persones guillotinades a la plaça de la Bastilla va ser de 73.

### L'elefant de la Bastilla
Napoleó, en els seus projectes de redisposició de París, va projectar a 1808 de construir-hi un monument en forma d'elefant. Havia de mesurar 24 m d'alçària i ser fos amb el bronze dels canons presos als espanyols. S'havia d'accedir al cim per una escala allotjada a una pota. L'arquitecte Jean-Antoine Alavoine va començar els treballs el 1833, però només se'n va fer una maqueta de guix. La novel·la de Victor Hugo Els miserables ens en conserva el record, pel refugi que proveeix a Gavroche. Aquest monument va ser abatut el 1846, no en resta més que la base circular de la font.

### La columna de Juliol
Lluís Felip I de França va decidir el 1833 construir la columna de Juliol (colonne de Juillet), ja prevista el 1792, però aquesta vegada, per a commemorar la Revolució de 1830 (les Trois Glorieuses). Va ser inaugurada el 1840.

## Monuments i llocs
- la columna de Juliol, construïda entre 1833 i 1840, per commemorar el derrocament de la monarquia de Carles X de França els 27, 28 i 29 de juliol de 1830.

- l'òpera Bastille, darrere la que se situa l'hospital des Quinze-Vingts.

- el port de l'Arsenal, on es llança el canal Saint-Martin.

- l'estació de metro Bastille (línies 5,1,8), a la que s'hi poden veure vestigis de fonaments de l'antiga presó.

- a la plaça de la Bastille, de cara a l'òpera, respecte del canal Saint-Martin, es pot veure sobre el terra, el perímetre de la fortalesa, que es pot reconèixer per una triple renglera de llambordes.

## Activitats i manifestacions

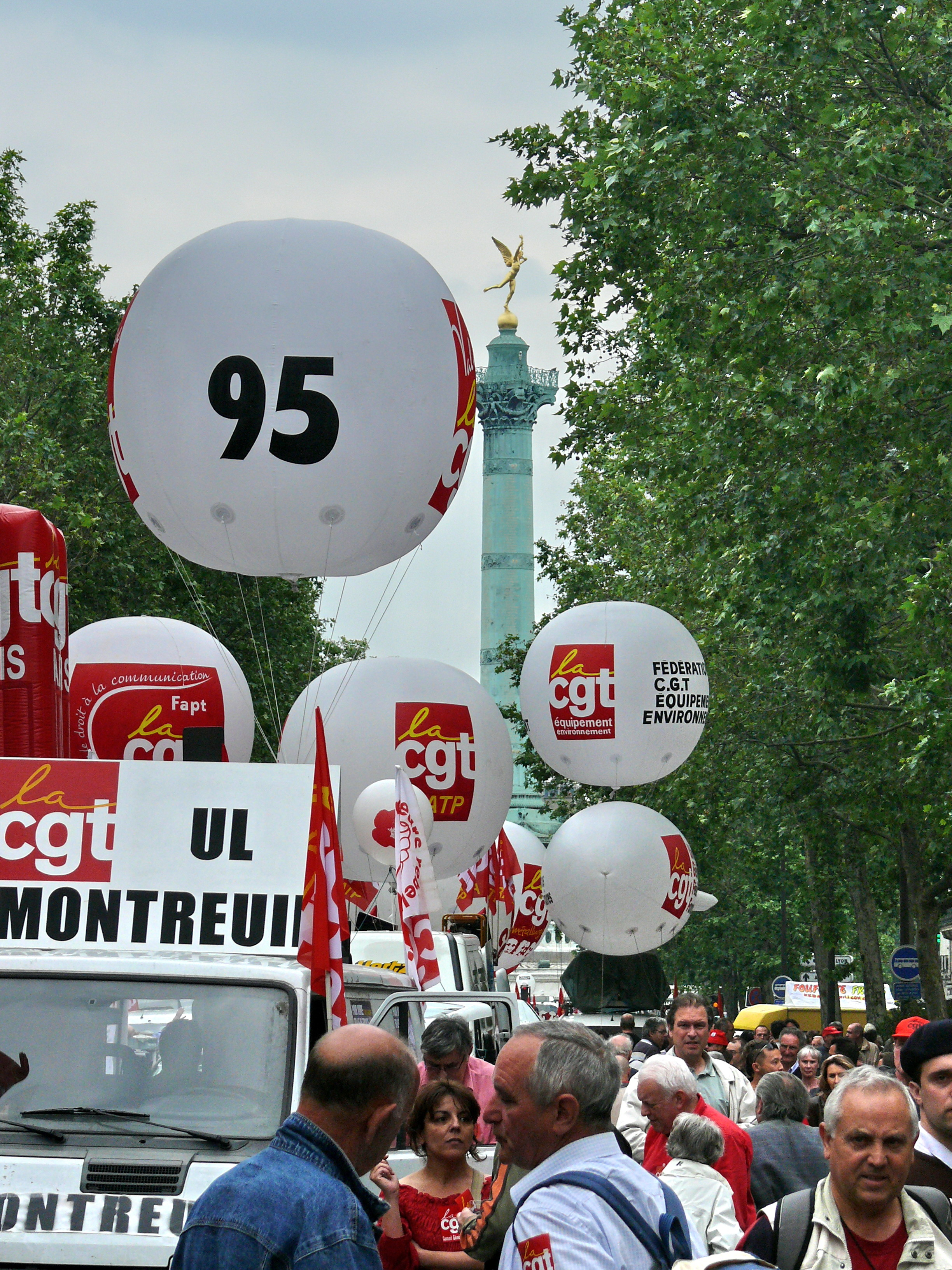
Manifestació de defensa de les jubilacions, 22 de maig de 2008

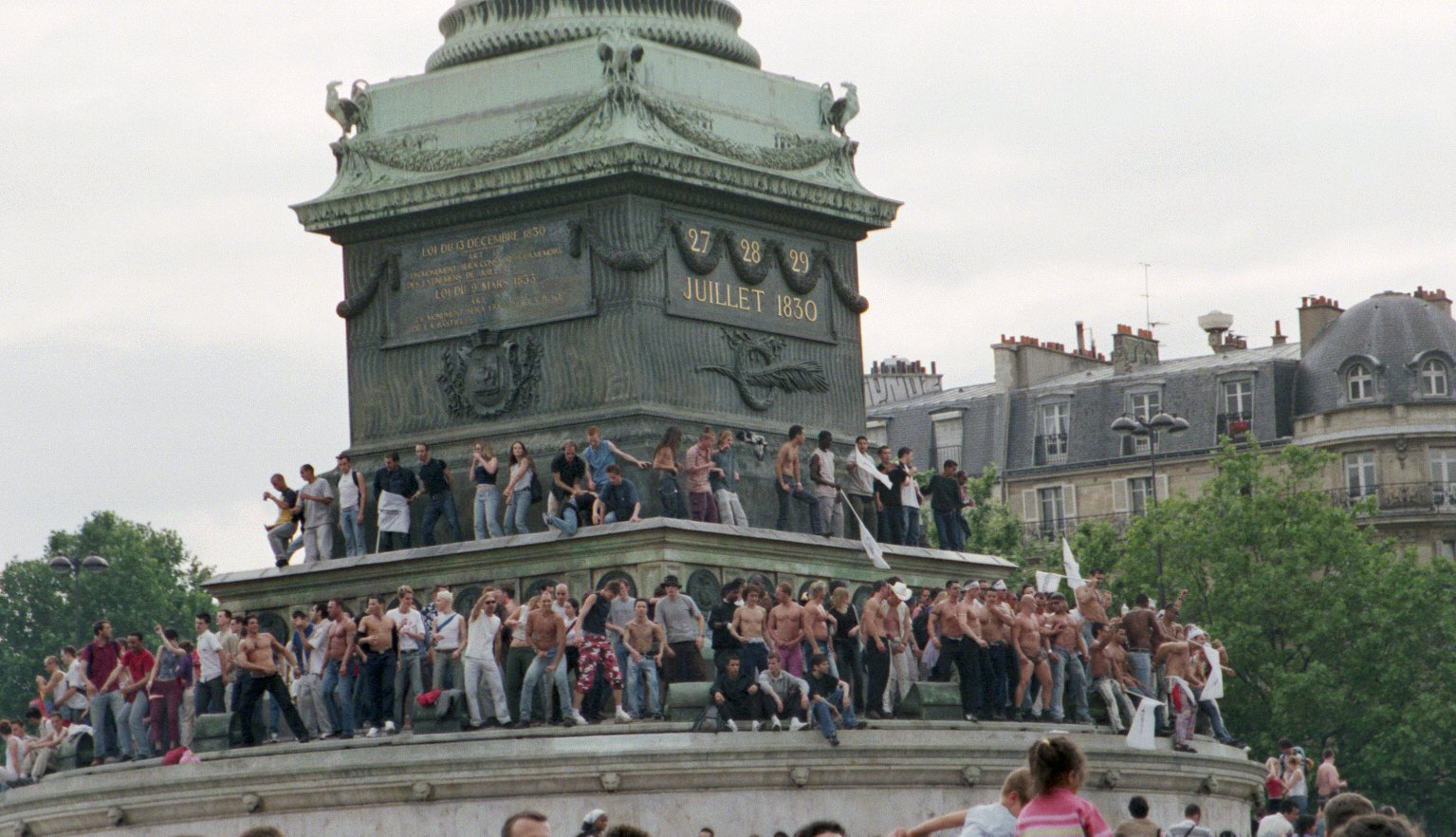
Columna de Juliol durant el Dia Internacional de l'Orgull LGBT.

La plaça de la Bastilla és l'emplaçament regular de diferents fires, concerts i mercats. És força visitada els divendres i dissabtes als vespres pel jovent dels afores parisencs pels seus nombrosos cafès, restaurants, cinemes i discoteques. La plaça de la Bastilla és el punt de sortida, de passatge o d'arribada de nombroses manifestacions socials, polítiques o sindicals. El simbolisme és també adoptat per a la celebració de les victòries socialistes a les principals eleccions. Va ser per exemple el cas el 10 de maig de 1981, en resposta a l'elecció de François Mitterrand per a la presidència de la República. Cada diumenge a la tarda d'ençà 1998, si la meteorologia ho permet, una gran excursió en patins, arrenca a les 14h30 als voltants immediats de la plaça, per a fer un trajecte tranquil d'una vintena de quilòmetres pels carrers de París. Aquesta excursió ha esdevingut una cita ineludible dels adeptes al patinatge que venen del món sencer.